# Cultivos auxiliares de acuicultura
Los cultivos auxiliares son los que proporcionan alimento vivo, esencial durante
el desarrollo larvario de peces, crustáceos y moluscos. Bajo la denominación de cultivos auxiliares se desarrolla el cultivo de microalgas
(Chlorella, Isochrisis o Tetraselmis, entre otras muchas) y de
microinvertebrados (rotíferos, Artemia salina, nemátodos, copépodos, cladóceros, entre
otros) destinados a la alimentación de las especies acuáticas susceptibles de cultivo. 
Son cultivos paralelos a los de especies comerciales.
Uno de los factores limitantes en acuicultura es la obtención y producción de alimentos que cubran las necesidades de las especies que se cultivan para su comercialización. Además, esa producción de alimento, ha de resultar económicamente rentable. 
Mientras que en la naturaleza, el desarrollo y supervivencia de larvas y juveniles 
depende de la presencia de organismos planctónicos, que a su vez se producen cuando
hay nutrientes adecuados (cadena trófica), en condiciones de cultivo hay que asegurar
el aporte de nutrientes necesarios para que la especie objetivo se desarrolle en las mejores
condiciones, por lo que es fundamental conocer la composición química de los alimentos
vivos, y, a su vez, el contenido nutricional de las especies utilizadas como alimento vivo
está relacionado directamente con su alimento.

## Cultivo de microalgas

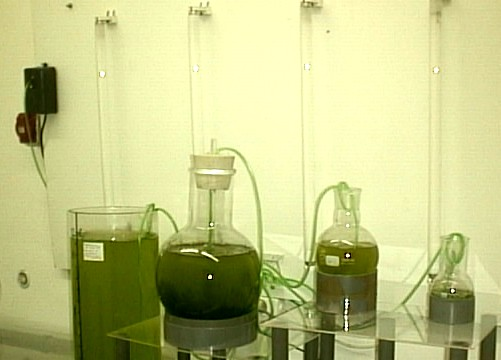
Cultivo de microalgas.

Al ser organismos autótrofos son el primer eslabón de toda cadena trófica. Son una fuente directa del alimento de muchos animales filtradores (fitófagos) como es el caso de los moluscos, y son el alimento en parte de los ciclos vitales de, por ejemplo, los crustáceos. También son una fuente indirecta de alimento para las larvas de peces carnívoros. En cultivos también se utilizan como base a la producción de zooplancton 
(rotíferos y Artemia).
Si el cultivo de microalgas se mantenido en unas condiciones físico-químicas adecuadas, en el desarrollo de los huevos y 
larvas de peces marinos, desempeña un papel de filtro biológico 
y al mismo tiempo oxigenan el agua, en fases en las que la oxigenación por aireadores se intenta que sea la menor posible.
La producción masiva de microalgas se llevó a cabo por primera vez en Alemania durante la II Guerra Mundial, para la producción de lípidos. Su cultivo se ha desarrollado, existiendo ya unas 40 especies de microalgas utilizadas comúnmente como alimento en acuicultura.
Para su cultivo, las especies de microalgas se suelen seleccionar atendiendo fundamentalmente a su valor alimentario y a su facilidad de cultivo, aunque también es importante el tamaño de la célula, el tipo o naturaleza de la pared celular y la propia composición química.

## Cultivo de rotíferos
Los rotíferos pertenecen al filo de los Nematelmintos (orden Monogonontes); son seudocelomados y hay más de 1800 especies, que en su mayoría son de agua dulce; también hay algunas especies marinas y otras terrestres que viven sobre musgos húmedos. Son organismos pluricelulares, de pequeño tamaño, visibles a través de microscopio óptico. Tienen un órgano rotatorio, con cilios, que realiza movimientos giratorios creando fuertes corrientes de agua que le sirven para captar su alimento. En general, son formas libres que forman parte del plancton, aunque también hay especies sésiles.
El cuerpo de un rotífero generalmente es transparente, a veces coloreado en la región intestinal. Miden entre 100 micras y 3 mm; los machos son más pequeños y menos desarrollados que las hembras, midiento algunos tan sólo 60 micras.
El cuerpo de todas las especies presenta un número constante de células, que en el caso del género Brachionus (la especie Brachionus plicatilis es la más importante en acuicultura) es de aproximadamente 1000; esas células no han de considerarse como identidades únicas, sino como un área de plasma; el crecimiento del animal se produce por un aumento de plasma y no por la división de las células. 
En el cuerpo de un rotífero se diferencian tres partes:
- cabeza: donde se encuentra el órgano rotatorio o corona rodeando la boca, que es más o menos ventral
- tronco: está el tracto digestivo
- pie: formación anillada retráctil sin segmentación, que termina en uno o cuatro dedos

En su ciclo vital, presentan alternancia en la reproducción (sexual y asexual); hembras partenogenéticas originan nuevas hembras partenogenéticas, pero cuando las condiciones del medio son desfavorables se origina una generación de hembras y machos que se reproducen sexualmente. 
El cultivo de Brachionus plicatilis se realiza en agua de mar mesohalina, filtrada a 1 micra y desinfectada con cloruro o con lejía (y neutralizada con tiosulfato sódico).
Su alimentación suele ser con levadura de panificación, en una concentración de 1 g por cada millón de rotíferos (desleída en agua, cada 8 horas). Cuando es necesario, se complementa la levadura con vitaminas (E, B6 y B12) y/o con aceite de pescado. 
La temperatura óptima de cultivo es de 22 a 25 °C
La oxigenación ha de aportar al menos un 80 % de saturación, sin producir excesivo burbujeo. 
El pH debe mantenerse en torno de 7.5, porque a mayor pH menor producción y a menor pH menor fertilidad.
El tiempo entre dos generaciones es de aproximadamente tres días.

## Cultivo deArtemia

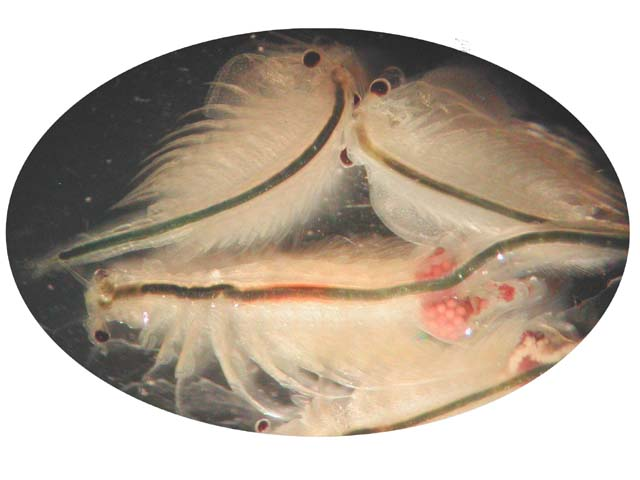
Artemias.

La Artemia es un magnífico alimento vivo en tanto en acuicultura como en acuarofilia, por sus características de desarrollo, su pequeño tamaño de nauplio y metanauplio, que es adecuado para las larvas y juveniles de crustáceos y de peces, y por su fácil manejo. El valor nutritivo de los nauplios recién eclosionados es muy alto, pero decrece rápidamente cuando no disponen de alimento. Se obtiene un enriquecimiento de nutrientes esenciales utilizando un sustrato de microalgas (vivas o secas), o con una mezcla artificial de nutrientes (lípidos, aminoácidos, ácidos grasos, etc.).
Los quistes (huevos de resistencia) de Artemia se comercializan, generalmente deshidratados. Para iniciar un cultivo de Artemia, los quistes se introducen en agua de mar (hidratación) en unos recipientes preferiblemente cilíndricos para mayor facilidad de aireación, a pequeña concentración (10 g de huevos por L), con iluminación (2.000 lux) durante unos 10 minutos para excitar su actividad metabólica; El agua ha de mantenerse a unos 28 °C de temperatura con aireación fuerte. Con estas condiciones se logra la eclosión (aparición de las larvas) aproximadamente a las 24 h, siendo normal una tasa de supervivencia de un 80%.
Los huevos no eclosionados y las cáscaras restantes de los cistes pueden ser perjudiciales para los peces y crustáceos que los vayan a ingierir, Por lo que es necesario separar los nauplios recién eclosionados; para ello se utiliza su fototropismo (atracción por la luz) o bien se disuelven los restos con productos químicas que no dañen a los nauplios. 
También, si se quiere mejorar el coeficiente de eclosión, se recomienda descapsular los quistes. Las cubiertas duras de los quistes pueden eliminarse mediante una exposición de 20 minutos a una solución de hipoclorito de sodio (lejía); posteriormente, hay que hacer un lavado intenso para eliminar los restos de hipoclorito.

## Cultivo de microgusano (Panagrellus redivivus)
Es un pequeño "nemátodo" de vida libre, que mide 0,5 × 2 mm, con ciclo de vida corto, que se alimentan de bacterias y levaduras. Se utiliza para la alimentación en etapas larvales tempranas de organismos acuáticos, como peces y crustáceos.
La principal ventaja que tiene es que su cultivo es muy fácil, en pequeños recipientes y con sustratos económicos.  La composición general del microgusano es: 76% agua, 24% materia seca, de la cual, 40% es proteína y 20% grasa, el 40% restante corresponde a extracto libre de nitrógeno y algunos micronutrientes. La alta aceptación por parte de las larvas, así como la positiva digestibilidad y excelente valor nutrimental, confirman el potencial como primer alimento larval.
A diferencia de Artemia salina, las larvas de P. redivivus no consumen microalgas, pueden sobrevivir más de 72 h en agua dulce y no crecen demasiado como para no poder ser consumidas rápidamente sin llegar a contaminar el agua de acuarios.
El cultivo es en recipientes de no más de 4 L de capacidad, que tengan esquinas redondeadas y con tapa hermética preferentemente. El medio de cultivo se forma a partir de hojuelas de avena (u otro cereal como la harina de trigo), que pudieran ser enriquecidas con nutrientes proteínicos como alga Spirulina; nutrientes lipídicos como aceite de girasol; o con aceleradores de la fermentación, como yogúr (Lactobacillus).Se debe hacer una pasta húmeda y viscosa de aproximadamente 2 cm de espesor, mezclando 100 ml de agua corriente por cada 100 g de hojuelas de avena. Se agregan aproximadamente 10 g de microgusano por cada 100 g de medio de cultivo. 
La temperatura debe oscilar entre 26° a 28 °C con humedad constante que se debe verificar diariamente. La desecación, no permite la fermentación y, por tanto, la proliferación del microgusano. Trascurridos 5 días aproximadamente, se notará la viabilidad de gran cantidad de organismos a la luz, que se mueven sobre las paredes del recipiente principalmente. Se cosechan con ayuda de un pincel de cerdas suaves que se hace pasar sobre las superficies donde se concentren más microgusanos y se suministran directamente a las crías de peces.
A pesar de ser un excelente alimento vivo para las etapas larvarias de organismos acuáticos, su principal desventaja radica en que no se ha estandarizado una técnica eficiente para su producción a gran escala. Solamente se han logrado cultivos con alta productividad experimentalmente. Este cultivo es preferentemente utilizado para la alimentación en acuarios y centros de investigación donde se utilizan organismos acuáticos.
- Datos: Q5794444